# 圣布瓦
圣布瓦（法語：Saint-Bois，法語發音：[sɛ̃ bwa]）是法国东部安省的一个旧市镇，属于贝莱区。2016年，圣布瓦与市镇阿尔比尼约合并为新市镇比热地区阿尔布瓦。

## 地理
圣布瓦（45°41'58"N, 5°38'7"E）面积9.42 平方千米，位于法国奥弗涅-罗讷-阿尔卑斯大区安省，该省份为法国东部省份，北起汝拉省，西北接索恩-卢瓦尔省，西接罗讷省和里昂大都会，南至伊泽尔省，东与萨瓦省、上萨瓦省和瑞士接壤。
与圣布瓦接壤的市镇（或旧市镇、城区）包括：阿尔比尼约、科洛米约、孔济约、普雷梅泽勒、圣伯努瓦。
圣布瓦的时区为UTC+01:00、UTC+02:00（夏令时）。

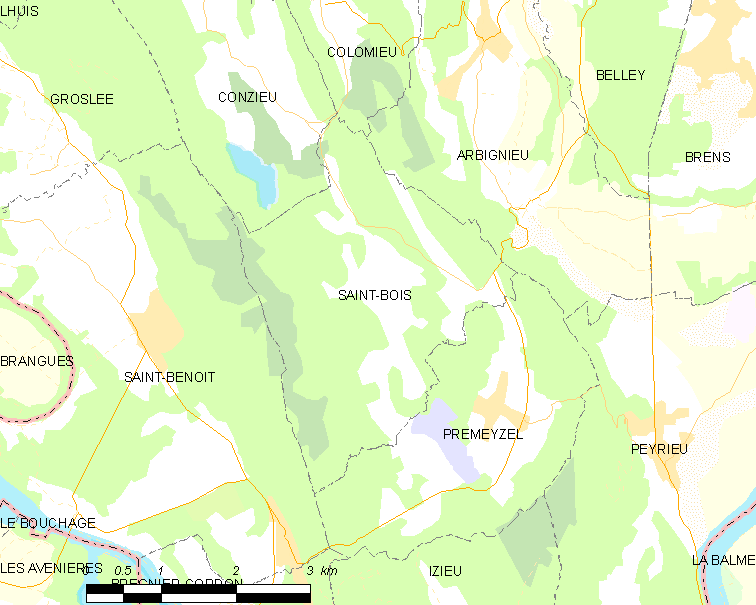
圣布瓦的OSM定位图

## 行政
圣布瓦的邮政编码为01300，INSEE市镇编码为01340。

## 政治
圣布瓦所属的省级选区为贝莱县。

## 人口

1962-2008年间圣布瓦人口变化图示

圣布瓦于2018年1月1日时的人口数量为138人。